# Liste der Baudenkmale in Goldberg
In der Liste der Baudenkmale in Goldberg sind alle Baudenkmale der Stadt Goldberg (Landkreis Ludwigslust-Parchim) und ihrer Ortsteile aufgelistet (Stand: 17. August 2009).

## Legende
In den Spalten befinden sich folgende Informationen:
- ID-Nr: Die Nummer wird von den Denkmalämtern der Landkreise vergeben. Wenn sie nicht bekannt ist, bleibt die Spalte leer. In dieser Spalte kann sich zusätzlich das Wort Wikidata befinden, der entsprechende Link führt zu Angaben zu diesem Denkmal bei Wikidata.
- Lage: die Adresse des Denkmales und die geographischen Koordinaten.
Link zu einem Kartenansichtstool, um Koordinaten zu setzen. In der Kartenansicht sind Denkmale ohne Koordinaten mit einem roten bzw. orangen Marker dargestellt und können in der Karte gesetzt werden. Denkmale ohne Bild sind mit einem blauen bzw. roten Marker gekennzeichnet, Denkmale mit Bild mit einem grünen bzw. orangen Marker.
- Bezeichnung: Bezeichnung, so wie sie in den offiziellen Listen der Denkmalämter steht. Ein Link hinter der Bezeichnung führt zum Wikipedia-Artikel über das Denkmal. Wenn die Bezeichnung der Denkmalämter inhaltlich fehlerhaft ist, ist in der Spalte „Beschreibung“ darauf hinzuweisen.
- Beschreibung: Beschreibung des Denkmales
- Bild: ein Bild des Denkmales und gegebenenfalls einen Link zu weiteren Fotos des Denkmals im Medienarchiv Wikimedia Commons

## Baudenkmale nach Ortsteilen

### Goldberg
| ID | Lage                          | Bezeichnung                            | Beschreibung | Bild                                   |
| -- | ----------------------------- | -------------------------------------- | --- | -------------------------------------- |
|    | Amtsstraße 11 (Karte)         | Wohnhaus mit Hintergebäude             | |                                        |
|    | Amtsstraße 13 (Karte)         | Wohnhaus mit Hintergebäude             | abgerissen |                                        |
|    | Amtsstraße 16 (Karte)         | Amtshaus mit Garten                    | 2-gesch. Backsteinbau, 2-gesch Fachwerkbau und 3-gesch. Turm mit Walmdach vom Ende des 18. Jahrhunderts; Bau steht auf den Grundmauern der ehem. Burg von 1316 der Fürsten von Werle; früher herzogliches Amtshaus | Amtshaus mit Garten                    |
|    | Amtsstraße 16 (Karte)         | Wohnhaus mit Stall und Scheune         | |                                        |
|    | Austraße 3 (Karte)            | Wohnhaus                               | |                                        |
|    | Austraße 4 (Karte)            | Wohnhaus                               | |                                        |
|    | Austraße 5 (Karte)            | Wohnhaus                               | |                                        |
|    | Austraße 10 (Karte)           | Wohnhaus                               | |                                        |
|    | Austraße 12 (Karte)           | Wohnhaus                               | |                                        |
|    | Bahnhofstraße 7 (Karte)       | Villa Elisabeth                        | | Villa Elisabeth                        |
|    | Bahnhofstraße 10 (Karte)      | Dampflokomobile                        | |                                        |
|    | Werderstraße (Karte)          | Windmühle                              | Galerieholländer von 1863, 2008/10 umgebaut und saniert als Ferienwohnungen | Windmühle                              |
|    | Werderstraße 60 (Karte)       | Wohnhaus                               | |                                        |
|    | Güstrower Straße (Karte)      | Friedhof, Einfriedung, Kapelle         | |                                        |
|    | Friedhof                      | Gedenkstein Karl Bichel                | |                                        |
|    | Güstrower Straße 11           | Wohnhaus                               | abgerissen, Neubau |                                        |
|    | Güstrower Straße 13           | Wohnhaus                               | |                                        |
|    | Güstrower Straße 15 (Karte)   | Wohnhaus                               | |                                        |
|    | Jungfernstraße 5 (Karte)      | Wohnhaus                               | 2-gesch. Fachwerkbau mit Krüppelwalmdach | Wohnhaus                               |
|    | Jungfernstraße 6 (Karte)      | Wohnhaus                               | |                                        |
|    | Jungfernstraße 7 (Karte)      | Wohnhaus                               | 1-gesch. Fachwerkbau mit Krüppelwalmdach und 2-gesch. Zwerchgiebel | Wohnhaus                               |
|    | Jungfernstraße 10 (Karte)     | Wohnhaus                               | abgerissen | Wohnhaus                               |
|    | Jungfernstraße 18 (Karte)     | Wohnhaus                               | |                                        |
|    | Jungfernstraße 19 (Karte)     | Wohnhaus                               | 1-gesch. Fachwerkbau mit Krüppelwalmdach und Zwerchgiebel. | Wohnhaus                               |
|    | Jungfernstraße 21 (Karte)     | Wohnhaus                               | 2-gesch. Fachwerkbau mit Walmdach. | Wohnhaus                               |
|    | Jungfernstraße 25 (Karte)     | Wohnhaus                               | 2-gesch. Fachwerkbau mit Krüppelwalmdach. | Wohnhaus                               |
|    | Jungfernstraße 26 (Karte)     | Wohnhaus mit Hintergebäude             | |                                        |
|    | Jungfernstraße 27 (Karte)     | Wohnhaus                               | 2-gesch. Fachwerkbau mit Krüppelwalmdach. | Wohnhaus                               |
|    | Jungfernstraße 28 (Karte)     | Wohnhaus                               | |                                        |
|    | Jungfernstraße 30 (Karte)     | Wohnhaus                               | |                                        |
|    | Jungfernstraße 32 (Karte)     | Pfarrhaus (kath.)                      | |                                        |
|    | Jungfernstraße 34 (Karte)     | Kirche (kath.)                         | |                                        |
|    | Jungfernstraße 38 (Karte)     | Wohn- und Geschäftshaus                | |                                        |
|    | Kampstraße 2 (Karte)          | Villa Hedwig                           | 2-gesch. Putzbau von um 1900 mit 3-gesch. achteckigem Türmchen und Satteldach. | Villa Hedwig                           |
|    | Kampstraße 4 (Karte)          | Villa Anna                             | 2-gesch. Putzbau mit Walmdach und mittigem Giebelrisalit. | Villa Anna                             |
|    | Kampstraße 14 (Karte)         | Wohnhaus                               | abgerissen, Neubau | Wohnhaus                               |
|    | Kirchenstraße (Karte)         | Kirche                                 | Gotische, einschiffige Backsteinkirche mit Strebepfeilern und Satteldach von 1290; Chor auf Feldsteinsockel; eingezogener Westturm aus Granit- und Backsteinen mit Zeltdach vom 15. Jahrhundert; nach dem Stadtbrand 1643 unter Verwendung alter Steine 1650 wieder aufgebaut; umfangreiche Restaurierung 1840–1844; Kanzelaltar von 1844, Orgel von 1880. | Kirche                                 |
|    | Kirchenstraße 4 (Karte)       | Wohnhaus                               | |                                        |
|    | Kirchenstraße 5 (Karte)       | Wohnhaus                               | |                                        |
|    | Kirchenstraße 5 (Karte)       | Wohnhaus                               | |                                        |
|    | Kirchenstraße12 (Karte)       | Wohnhaus                               | |                                        |
|    | Kirchenstraße 14 (Karte)      | Wohnhaus                               | |                                        |
|    | Kirchenstraße 19 (Karte)      | Wohnhaus                               | |                                        |
|    | Kirchenstraße 21 (Karte)      | Wohnhaus mit Stall und Backhaus        | |                                        |
|    | Kirchenstraße 22 (Karte)      | Wohnhaus                               | |                                        |
|    | Kirchenstraße 23 (Karte)      | Pfarrhaus                              | |                                        |
|    | Kirchenstraße 26 (Karte)      | Wohnhaus und Speicher                  | |                                        |
|    | Kirchenstraße27 (Karte)       | Wohnhaus                               | |                                        |
|    | Kirchenstraße28 (Karte)       | Wohnhaus                               | |                                        |
|    | Kirchenstraße36 (Karte)       | Wohnhaus                               | |                                        |
|    | Kirchenstraße45 (Karte)       | Wohnhaus                               | |                                        |
|    | Lange Straße (gegenüber Post) | Kriegerdenkmal 1870/71                 | Figur nach Christian Daniel Rauch | Kriegerdenkmal 1870/71                 |
|    | Lange Straße 26 (Karte)       | Feuerwehrturm                          | |                                        |
|    | Lange Straße 28 (Karte)       | Wohnhaus                               | |                                        |
|    | Lange Straße 35 (Karte)       | Wohnhaus                               | |                                        |
|    | Lange Straße 39 (Karte)       | Wohnhaus                               | |                                        |
|    | Lange Straße 43 (Karte)       | Hinterhaus                             | |                                        |
|    | Lange Straße 46 (Karte)       | Wohnhaus                               | |                                        |
|    | Lange Straße 47 (Karte)       | Wohnhaus                               | abgerissen |                                        |
|    | Lange Straße 50 (Karte)       | Wohnhaus                               | |                                        |
|    | Lange Straße 57 (Karte)       | Wohnhaus                               | |                                        |
|    | Lange Straße 67 (Karte)       | Rathaus                                | 2-gesch. klassizistischer Putzbau von 1828 oder 1832 mit Mansarddach und Fledermausgauben, Fassadenbetonung durch mittige Nische und darüber Dreiecksgiebel, neogotisches Dachreiter mit Uhr von 1853. | Rathaus                                |
|    | Lange Straße 71 (Karte)       | Wohnhaus                               | 2-gesch. Fachwerkbau mit Krüppelwalmdach. | Wohnhaus                               |
|    | Lange Straße 75a (Karte)      | Wohn- und Geschäftshaus                | |                                        |
|    | Lange Straße 81 (Karte)       | Wohn- und Geschäftshaus mit Hinterhaus | 2-gesch. giebelständiger Fachwerkbau mit Krüppelwalmdach. | Wohn- und Geschäftshaus mit Hinterhaus |
|    | Lange Straße 86 (Karte)       | Wohnhaus                               | |                                        |
|    | Lange Straße 93 (Karte)       | Wohnhaus                               | |                                        |
|    | Lange Straße 94 (Karte)       | Wohn- und Geschäftshaus mit Speicher   | 2-gesch. Fachwerkgebäude mit Krüppelwalmdach vom 18. Jh. |                                        |
|    | Lange Straße 97 (Karte)       | Wohnhaus                               | 2-gesch. Fachwerkbau mit Krüppelwalmdach. | Wohnhaus                               |
|    | Lange Straße 98 (Karte)       | Wohn- und Geschäftshaus                | |                                        |
|    | Lange Straße 100 (Karte)      | Wohnhaus                               | |                                        |
|    | Lange Straße 101 (Karte)      | Wohnhaus                               | 2-gesch. verklinkerter Bau aus der Gründerzeit mit zwei Zwerchgiebeln | Wohnhaus                               |
|    | Lange Straße 102 (Karte)      | Hotel „Stadt Hamburg“                  | |                                        |
|    | Lange Straße 103/103a (Karte) | Wohnhaus (Hotel), Hinterhaus u. Garten | 2 und 3-gesch. Putzbau. | Wohnhaus (Hotel), Hinterhaus u. Garten |
|    | Lange Straße 107 (Karte)      | Wohn- und Geschäftshaus                | 2-gesch. Fachwerkbau mit Walmdach und Zwerchgiebel. | Wohn- und Geschäftshaus                |
|    | Lange Straße 114 (Karte)      | Wohn- und Geschäftshaus                | |                                        |
|    | Lange Straße 115 (Karte)      | ehem. Postamt                          | 2-gesch. Klinkerbau der Gründerzeit mit betonter, schräger Eckausbildung. | ehem. Postamt                          |
|    | Lange Straße 116 (Karte)      | Wohn- und Geschäftshaus                | einstiges Wohnhaus von John Brinckman | Wohn- und Geschäftshaus                |
|    | Lange Straße 118 (Karte)      | Wohn- und Geschäftshaus                | |                                        |
|    | Lübzer Straße 33 (Karte)      | Wohnhaus                               | |                                        |
|    | B 192 Richtung Dobbertin      | Meilenstein                            | | Meilenstein                            |
|    | Mittelstraße 1 (Karte)        | Wohnhaus                               | abgerissen | Wohnhaus                               |
|    | Mühlenstraße 16 (Karte)       | Wohnhaus                               | |                                        |
|    | Müllerweg 2 (Karte)           | Wassermühle, ehem. (Heimatmuseum)      | Wassermühle von 1727, 1952 Heimat- und dann 2020 Naturmuseum | Wassermühle, ehem. (Heimatmuseum)      |
|    | Parkstraße                    | Sporthalle                             | |                                        |
|    | Schützenplatz 2 (Karte)       | Schule (2 Gebäude)                     | 2-gesch. Putzbau von 1906 mit mittlerem Giebelrisalit, Mezzaningeschoss und Walmdach; heute Grundschule John-Brinckman | Schule (2 Gebäude)                     |
|    | Schützenplatz 3 (Karte)       | Wohnhaus                               | |                                        |
|    | Schützenplatz 4 (Karte)       | Wohn- und Geschäftshaus                | |                                        |
|    | Schützenplatz 5 (Karte)       | Wohnhaus                               | |                                        |
|    | Schützenplatz 6 (Karte)       | Wohnhaus                               | |                                        |
|    | Schützenplatz 7 (Karte)       | Wohnhaus                               | |                                        |
|    | Schützenplatz 8 (Karte)       | Wohnhaus                               | |                                        |
|    | Stadtpark (Karte)             | Kriegerdenkmal 1914/18                 | 1924 von Wilhelm Wandschneider | Kriegerdenkmal 1914/18                 |
|    | Werderstraße 1 (Karte)        | Wohnhaus                               | |                                        |
|    | Werderstraße                  | Pumpe                                  | |                                        |

### Diestelow
| ID | Lage | Bezeichnung                           | Beschreibung                                                                                | Bild |
| -- | ---- | ------------------------------------- | ------------------------------------------------------------------------------------------- | ---- |
|    |      | Gedenkstein 1870/71 mit Friedenseiche |                                                                                             |      |
|    |      | Gutspark                              | Der 1850 angelegte fast zehn Hektar große Landschaftspark wurde 1938 unter Schutz gestellt. |      |

### Grambow
| ID | Lage               | Bezeichnung       | Beschreibung | Bild |
| -- | ------------------ | ----------------- | --- | ---- |
|    | Am Park 23 (Karte) | Gutshaus mit Park | Das eingeschossige Fachwerkgebäude mit Krüppelwalmdach wurde um 1700 erbaut. Heute ist es ein Putzbau mit zweistöckigen Mittelrisalit und Veranda. Den fast drei Hektar großen Park hatte man vor 1866 als Gutspark angelegt. |      |

### Medow
| ID | Lage             | Bezeichnung                         | Beschreibung | Bild     |
| -- | ---------------- | ----------------------------------- | --- | -------- |
|    | Am Hof 1 (Karte) | Gutshaus                            | Das im 18. Jahrhundert errichtete eingeschossige Fachwerkgebäude mit Krüppelwalmdach wurde zu Beginn des 20. Jahrhunderts stark verändert. Als heutiger Putzbau auf der Vorder- und Rückseite mit zweistöckigen Mittelrisaliten und einer Veranda versehen. | Gutshaus |
|    |                  | Gedenkstein für die Kollektivierung | |          |

### Sehlsdorf
| ID | Lage                     | Bezeichnung   | Beschreibung | Bild     |
| -- | ------------------------ | ------------- | --- | -------- |
|    | Am Kulturhaus 26 (Karte) | Gutshaus      | 1-gesch. Fachwerkgebäude von 1895 mit Krüppelwalm und einem 2-gesch. nach vorn gewölbten Mittelrisalit, erbaut durch das Klosteramt Dobbertin. | Gutshaus |
|    | Am Kulturhaus (Karte)    | Schweinestall | Langgestreckter 1-gesch. Backsteinbau mit hohen Walmdach und Gauben.                                                                           |          |

### Woosten
| ID | Lage     | Bezeichnung                                | Beschreibung | Bild                                       |
| -- | -------- | ------------------------------------------ | --- | ------------------------------------------ |
|    | (Karte)  | Kirche                                     | Ein Backsteinbau auf Feldsteinsockel und eingezogener Chor mit Blendengiebel aus dem 14. Jahrhundert. Das Fachwerktürmchen über dem Westgiebel wurde 1618 errichtet. | Kirche                                     |
|    | Kirchhof | Kriegerdenkmal für die Opfer beider Kriege | Die Inschrift auf der flachen Seite des großen Feldsteines lautet: Den Opfern beider Weltkriege zum Gedenken, uns Lebenden zur Mahnung.                              | Kriegerdenkmal für die Opfer beider Kriege |